# Georg Osterwald
Georg Osterwald (* 26. Januar 1803 in Rinteln; † 1. Juli 1884 in Köln; vollständiger Name: Georg Rudolf Daniel Osterwald) war ein deutscher Lehrer, Professor, Landschafts-, Architektur- und Porträtmaler, technischer Zeichner, Illustrator, Radierer und Lithograf.

## Leben
Georg Osterwald war Sohn eines in Rinteln tätigen Küsters und Lehrers. Nach dem Besuch des Ernestinums in seiner Heimatstadt (bis 1819) war Georg Osterwald zunächst technischer Zeichner beim Oberbergamt Bonn. An der dortigen Rheinischen Friedrich-Wilhelms-Universität studierte er Malerei, später auch bei Friedrich von Gärtner in München. Er war zugleich Zeichenlehrer an der dortigen Baugewerkschule.
Von 1825 bis 1828 lehrte er Zeichnen am Fellinischen Institut in Hofwil bei Bern, von 1830 bis 1832 in Paris.
1835 und 1836 war er mit Johann Hermann Detmold Herausgeber der Hannoverschen Kunstblätter, die der Kunstverein Hannover zu Ausstellungen veröffentlichte.
In Hannover lässt sich Georg Osterwald bis 1843 nachweisen, hier war er als Maler tätig.
Später war Osterwald vorübergehend in Dresden ansässig, dann in Köln, wo er 1864 von König Wilhelm von Preußen zum Professor ernannt wurde.

## Werk (Auswahl)

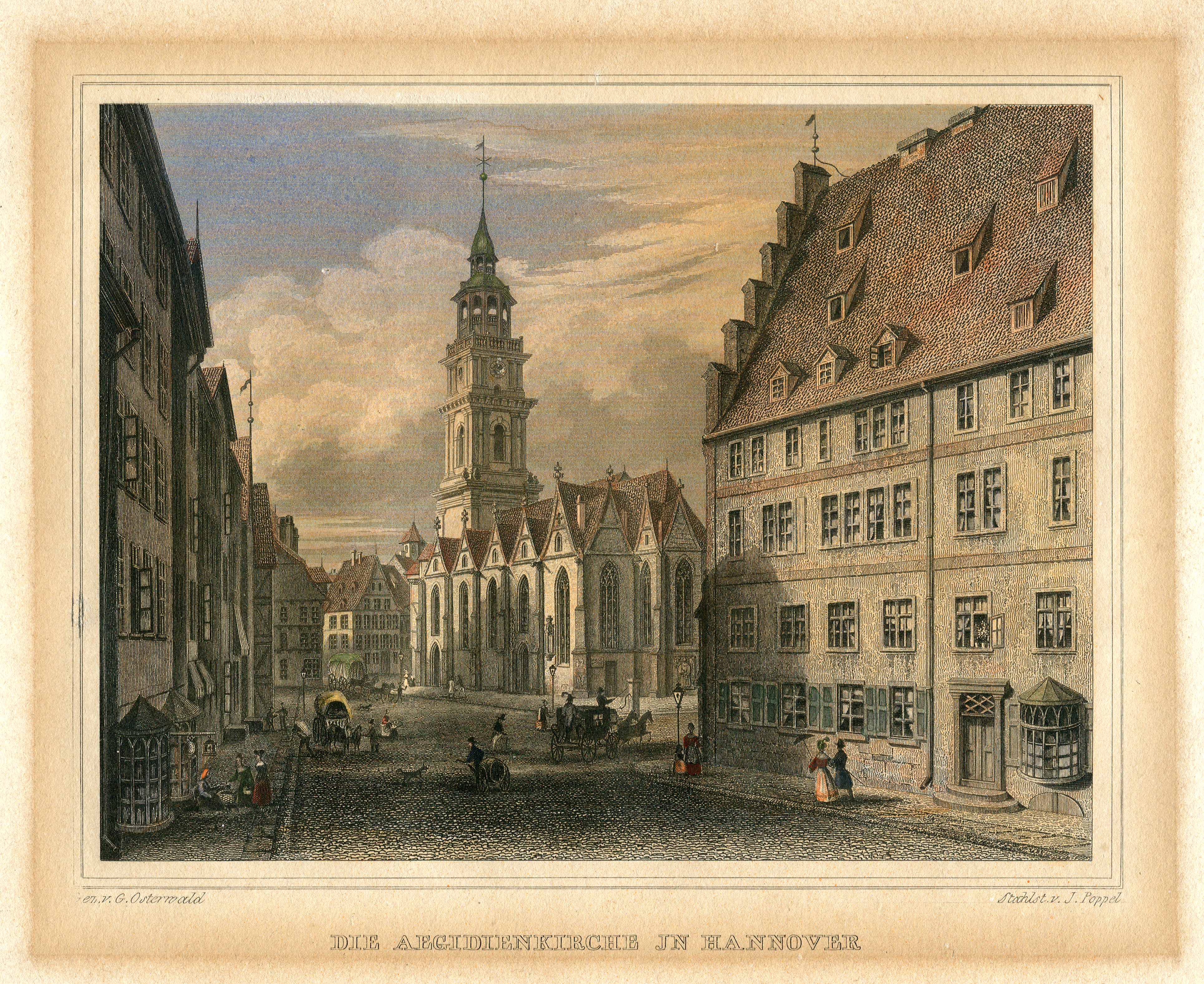
Die Aegidienkirche in Hannover; Stahlstich von Johann Poppel (um 1845) nach einer Zeichnung von Georg Osterwald

- Der Markt mit dem schönen Brunnen in Nürnberg (Gemälde, 1835)
- Haltet Frau Musica in Ehren (1843)
- Der Saal im Kölner Rathaus (1846)
- Hannoversche Kunstblätter (Hannover, 1835, 1836, Hrsg. mit J. H. Detmold)

Einige Ansichten von Osterwald sind als Stahlstiche 1858 bei Gustav Georg Lange in Darmstadt in dem Buch Das Königreich Hannover und das Herzogthum Braunschweig mit Text von Otto von Heinemann erschienen.
Das Historische Museum am Hohen Ufer in Hannover besitzt ein 1839 gefertigtes Aquarell von Osterwald, das die Breite Straße und die Aegidienkirche zeigt.
Im Wallraf-Richartz-Museum & Fondation Corboud in Köln befinden sich mehrere Ölbilder und Aquarelle, darunter „Blick auf Rom“ WRM, Inv. Nr. 2230, „Die Sakramentskapelle im Kölner Dom“ WRM 3025, „Dietkirchen an der Lahn“ WRM 1958/8.
Im Kölnischen Stadtmuseum befindet sich ein Aquarell (1836) des Römerturms in Köln (Graphische Sammlung, HM 1918/17).

### Illustrationen (Auswahl)
- In: Musäus, Johann Karl / Klee, Julius Ludwig (Hrsg.). Volksmährchen der Deutschen. Mit Holzschnitten nach Originalzeichnungen. Mayer und Wigand, Leipzig 1842. (Digitalisat bei der Universitäts- und Landesbibliothek Düsseldorf)
- In: Adolph Freiherr Knigge: Die Reise nach Braunschweig. 7. Auflage, herausgegeben vom Enkel des Verfassers, mit 36 Skizzen von G. Osterwald, Hahnsche Hofbuchhandlung, Hannover 1839